# Corpse Bride – Hochzeit mit einer Leiche
Corpse Bride – Hochzeit mit einer Leiche (Originaltitel: Tim Burton’s Corpse Bride) ist ein US-amerikanischer Stop-Motion-Film von Tim Burton und Mike Johnson aus dem Jahre 2005. Der Film beruht auf der alten russischen Sage Die Leichenbraut (russisch Мёртвая невеста, Transkr. Mjortwaja newesta), in der ein junger Mann für seine Hochzeit übt und dabei aus Versehen einer Leichenbraut die Ehe verspricht.

## Handlung
England im ausgehenden 19. Jahrhundert: Victor soll mit der ihm unbekannten Victoria verheiratet werden. Er ist der Spross einer mit dem Fischhandel reich gewordenen Familie, die nun in höhere Gesellschaftskreise aufsteigen will. Die Hochzeit mit Victoria bietet die ideale Gelegenheit. Deren adelige Familie indes ist völlig bankrott und willigt nur in die Verbindung mit den verachteten Neureichen ein, um dem Armenhaus zu entgehen. Im Hause der zukünftigen Schwiegereltern setzt sich der schüchterne Victor einsam an einen Flügel. Mit seinem Spiel ergreift er die lauschende Victoria. Als sie ihm gegenübertritt, ergreift sie auch ihn – trotz der Kuppelei haben sich zwei Herzen gefunden. Der Hochzeit scheint nichts mehr im Wege zu stehen, doch dann vermasselt Victor am Vorabend der Hochzeit die Probe für die Trauungszeremonie und wird vom entnervten Priester zum Üben fortgeschickt.
Victor geht in den Wald, um sein Ehegelübde zu üben. Allerdings ist der Ast, auf den er den Ehering nach dem Ehegelöbnis steckt, kein Ast, sondern der skelettierte Finger einer toten Frau im Hochzeitskleid namens Emily. Und diese ist, wenn auch teilweise verwest, für eine Leiche sehr lebendig und hocherfreut, nun einen Ehemann gefunden zu haben. Victors Lage ist prekär: Voller Angst versucht er zu fliehen, will aus dem Albtraum erwachen, doch die Leichenbraut nimmt das Eheversprechen sehr ernst und folgt ihm, ohne dass er sie abschütteln könnte. Auf einer Brücke stellt sie ihn und stiehlt ihm einen Kuss. Der geängstigte Victor fällt in Ohnmacht und erwacht lebendig im Reich der Toten.
In dieser anderen Welt wird Victor die tote Emily vorgestellt. Diese wartet auf jemanden, der sie liebt und ernsthaft heiraten will, seit ihr einstiger Geliebter sie ermordete, um ihr Familienerbe zu rauben. Victor jedoch liebt Victoria und will ins Diesseits zurückkehren. Er lässt Emily glauben, er wolle sie seinen noch lebenden Eltern vorstellen. Sie führt ihn zu dem Ältesten der Runde namens „Weiser Gutknecht“, der beide mit Hilfe eines Zaubertranks in den Wald zurückbringt. Die verliebte Emily soll dort auf Bitte Victors hin warten, bis er zurückkomme. Tatsächlich jedoch flieht er schnellstens in die Stadt, um bei Victoria Zuflucht zu suchen. Doch hier überrascht ihn Emily und nimmt ihn, wütend aufgrund der anderen Frau, mit einem Rückkehrspruch zurück in das Reich der Toten. Victorias Eltern sehen ihre Pläne durch das Verschwinden Victors durchkreuzt und treiben schnell einen neuen Ehemann, Lord Barkis, für ihr Kind auf, welcher die nun todunglückliche Victoria schon am selben Tag, dem ursprünglichen Hochzeitstermin von Victor und Victoria, heiraten soll. Dieser, dem die missliche Lage der Familie nicht bekannt ist, erhofft sich durch die Vermählung nur eine reiche Mitgift.
Im Totenreich erfährt Emily inzwischen, dass ihre Ehe mit Victor nichtig ist, da sie vom Tod geschieden wurden. Victor müsse im Diesseits sterben, erst dann würde eine erneute Vermählung sie verbinden. Emily lehnt ab, doch Victor ist bereit, für sie durch Gift zu sterben, da er von einem kürzlich verstorbenen Bekannten, dem Kutscher der Familie, erfahren hat, dass Victoria inzwischen verheiratet ist. Die Toten machen sich für die Zeremonie ins Diesseits auf und stören die Hochzeitsfeier von Victoria. Sowohl die Toten als auch die Lebenden treffen sich mit Victor und Emily in der Kirche des Ortes. Emily erkennt in Lord Barkis ihren früheren Verlobten, der sie einst ermordet hat. Nach einem Kampf zwischen Victor und Lord Barkis, der von Emily beendet wird, trinkt der überhebliche Lord Barkis, im Glauben es sei Wein, von dem Gift, das für Victor bestimmt war. Sein Empfang im Jenseits ist ein anderer als derjenige der „guten“ Toten. Emily versteht, dass sie das Glück von Victor und Victoria nicht zerstören sollte und löst sich im Lichte des Mondes in Schmetterlinge auf, da sie durch Victor bereits erlöst worden ist.

## Stilmittel
Corpse Bride ist mit seinen zahlreichen Gesangseinlagen dem Film Nightmare Before Christmas nicht unähnlich, hat allerdings etwas revuehaftes. Die klare Unterteilung in Arien, Chöre, Melodramatik und anderes weicht hier zum Teil den plötzlichen Einlagen aus Tanz und Gesang.
Danny Elfman, der als Sänger im Lied Remains of the Day zu hören ist, inszeniert dazu eine sehr (ba)rockige Partitur, die sich dem Stil von Der Planet der Affen oder Charlie und die Schokoladenfabrik anschließt und ins Opernhafte übergeht.
Die Inszenierung der Welten in Corpse Bride wird gegenüber Nightmare Before Christmas verdreht. Im früheren Film war die Darstellung noch klar, wenn auch überkontrastiert: Hier die düstere Welt des Halloween, dort die umso mehr schillernde und grellbunte Weihnachtswelt. In Corpse Bride hingegen ist das Diesseits der Lebenden eine Welt der Tristesse. Das Jenseits der Toten dagegen leuchtet in den Farben der Weihnachtswelt.

## Hintergrund
Das Budget des ab dem 30. Januar 2004 produzierten Films betrug geschätzte 40 Millionen US-Dollar. Bei den Internationalen Filmfestspielen von Venedig feierte der Film am 7. September 2005 seine Premiere, ab dem 16. September 2005 war er in den USA zu sehen und ab dem 15. Oktober 2005 wurde er bei der Viennale erstmals in Österreich gezeigt. Am 3. November 2005 lief der Film in den deutschen und Schweizer Kinos an, einen Tag später folgte der Kinostart in Österreich. An den Schweizer Kinokassen wurden bis Mitte Dezember 2005 fast 60.000 Besucher gezählt. Im gleichen Zeitraum spielte der Film in den USA über 53 Millionen US-Dollar ein. Der Film entstand in den Three Mills Studios in England.
Die im Film verwendeten 20 cm bis 25 cm großen Figuren wurden aus Stahl gefertigt und mit einer Haut aus Silikon überzogen. Bei dem Film handelt es sich um die erste Stop-Motion-Produktion, die mit der Software Final Cut Pro von Apple erstellt wurde. Dabei wurden keine Filmkameras verwendet, sondern es kamen 31 Canon EOS-1Ds Mark II Kameras mit Objektiven von Nikon zum Einsatz, mit denen binnen 55 Wochen 109.440 individuell animierte Szenen fotografiert wurden. Kleine sich bewegende Elemente, wie beispielsweise Kerzenflammen, wurden mittels MiniDV aufgezeichnet. Damit der Film in kürzerer Zeit entstehen konnte, wurden von Emily und Victor jeweils vierzehn Puppen erstellt, von Victoria entstanden dreizehn Puppen. Zu Beginn des Films, der Joe Ranft gewidmet ist, setzt sich Victor an einen schwarzen Flügel und beginnt zu spielen. In dieser Szene sieht man eine Plakette an dem Instrument, die den Schriftzug „Harryhausen“ zu Ehren des Animators Ray Harryhausen trägt. Der Made wurden die Stimme, das Aussehen und Verhalten von Peter Lorre verliehen. Nachdem kein geeigneter Interpret gefunden werden konnte, sang Danny Elfman die von ihm geschriebene Filmmusik auf Bitten von Tim Burton selber ein.

## Kritik
Michael Althen schreibt für die FAZ, es gelinge Burton, „in den Gefilden der Nekrophilie zu wildern und dabei nicht nur billige Scherze zu machen, sondern im Totenreich einen beunruhigenden Zauber zu finden, der die Hierarchien der Trickwelt auf den Kopf stellt.“
Die Internetseite des Bayerischen Rundfunks lobt den „auf alt getrimmten Puppenfilm“, denn er hätte zwar „einige überflüssige Gesangseinlagen“, sei „ansonsten aber eine lustige und optisch großartige Geisterbahnfahrt, die uns lehrt: Auch Tote haben Gefühle.“
Das Lexikon des internationalen Films urteilt über den Film sehr positiv:

„Fantasievolle Verfilmung eines russischen Volksmärchens als Puppenanimation, die ihren makabren Stoff mit überbordenden Einfällen anreichert und dabei inszenatorisch wie erzählerisch zu Höchstform aufläuft. Ein überwältigender Trickfilm, der sowohl filmisch als auch musikalisch begeistert und einige schaurig-gruslige Köstlichkeiten zu bieten hat.“

## Synchronisation
Die deutsche Synchronisation entstand nach einem Dialogbuch von Marianne Groß unter ihrer Dialogregie im Auftrag der Interopa Film in Berlin.
| Rolle               | Englischer Synchronsprecher | Deutscher Synchronsprecher |
| ------------------- | --------------------------- | -------------------------- |
| Victor Van Dort     | Johnny Depp                 | David Nathan               |
| Emily               | Helena Bonham Carter        | Melanie Pukaß              |
| Victoria Everglot   | Emily Watson                | Heidrun Bartholomäus       |
| Finnis Everglot     | Albert Finney               | Jürgen Kluckert            |
| Maudeline Everglot  | Joanna Lumley               | Kerstin Sanders-Dornseif   |
| Pastor Galswells    | Christopher Lee             | Otto Mellies               |
| William Van Dort    | Paul Whitehouse             | Bodo Wolf                  |
| Nell Van Dort       | Tracey Ullman               | Dagmar Biener              |
| Lord Barkis Bittern | Richard E. Grant            | Lutz Mackensy              |
| Weiser Gutknecht    | Michael Gough               | Wolfgang Völz              |
| Bonejangles         | Danny Elfman                | Thomas Fritsch             |
| General Bonesapart  | Deep Roy                    | Stefan Krause              |
| Made                | Enn Reitel                  | Michael Pan                |

## Auszeichnungen
Der Film erhielt von der Filmbewertungsstelle Wiesbaden das Prädikat „besonders wertvoll“.
Corpse Bride war 2006 als Bester animierter Spielfilm für den Oscar nominiert, musste sich aber Wallace & Gromit: Auf der Jagd nach dem Riesenkaninchen geschlagen geben.
Des Weiteren gewann der Film 2005/06 vier Filmpreise:
- Saturn Award als bester Animationsfilm
- Annie Award für die technische Ausführung
- NBR Award als bester Animationsfilm
- Future Film Festival Digital Award (Venedig) für Mike Johnson und Tim Burton

Zudem war er für 14 internationale Preise nominiert:
- Annie Award als bester Animationsfilm, für das beste Charakterdesign in einem Animationsfilm (Carlos Grangel) und die beste Regie und Produktion eines Animationsfilms (Mike Johnson/Tim Burton)
- Silver Condor (Argentinien) als bester ausländischer Film
- BFCA Award als bester Animationsfilm
- Nastro d’Argento (Italienischer Filmjournalistenverband) für die beste Regie eines Animationsfilms
- Kid’s Choice Award: Johnny Depp als bester Sprecher in einem Animationsfilm
- Golden Reel Award für den besten Sound in einem Animationsfilm
- Online Film Critics Society Awards als bester Animationsfilm
- Motion Picture Producer of the Year Award (Golden Laurel Award) für Tim Burton
- Satellite Award für die besten DVD-Extras und die herausragende Filmmusik
- Washington DC Area Film Critics Association Award als bester Animationsfilm
- Young Artist Award als bester animierter Familienfilm